# Горн-Бад-Майнберг
Горн-Бад-Майнберг (нім. Horn-Bad Meinberg) — місто в Німеччині, знаходиться в землі Північний Рейн-Вестфалія. Підпорядковується адміністративному округу Детмольд. Входить до складу району Ліппе.
Площа — 90,16 км2. Населення становить 17 245 ос. (станом на 31 грудня 2020).